# Édouard Cazaux
Pour les articles homonymes, voir Cazaux.
Édouard Cazaux est un sculpteur et céramiste français né le 6 septembre 1889 à Cauneille et mort le 10 septembre 1974 à La Varenne Saint-Hilaire. Il est surtout connu pour ses œuvres en céramique Art Déco.

## Biographie
Édouard Cazaux naît le 6 septembre 1889 à Cauneille (Landes) en 1889 dans une famille de potiers originaire de Cagnotte dans les Landes. Leur production de pégas (cruches de tête) était renommée dans toute la région. Les parents d’Edouard quittent Cagnotte pour Cauneille (naissance d’Édouard le 6 septembre 1889) puis pour Bayonne (naissance de Vincent en 1890) et enfin pour Biarritz, d’abord au quartier de la Négresse (naissance d’Armand en 1895) puis chemin de Larréguy en 1908 où ils installent leur atelier de poterie. C’est dans ces lieux successifs qu’Édouard grandit.
À la fin de son enfance, il suit un apprentissage comme ouvrier dans l’usine Ousteau à Aureilhan où il développe ses connaissances dans le travail de la céramique.
À 18 ans, il se rend à Paris où il trouve un emploi de tourneur. Appelé sous les drapeaux, il retourne dans les Landes, à Mont de Marsan où il fait la connaissance du sculpteur Charles Despiau. En 1912, il repart à Paris pour suivre les cours de l’école des Beaux-arts et de l’école de Sèvres. Durant cette période il perfectionne son savoir-faire de céramiste dans différents ateliers dont celui d'Edmond Lachenal où il s’initie à la dorure sur faïence.
En 1918, il installe son atelier à la Varenne-Saint-Hilaire. Il y construit deux fours circulaires analogues à ceux de Sèvres pour cuire ses grès et faïences. Il continue également un travail de sculpteur en répondant à des commandes de monuments aux morts (Biarritz en 1922,, Saint-Vincent-de-Tyrosse en 1922, Castets en 1923,).
Charles Despiau l’incite à présenter ses œuvres , il participe à partir de 1921, au salon des Tuileries, au salon des artistes décorateurs, au salon d’automne et au salon des Indépendants, il expose également au musée de Sèvres et dans des galeries (galerie Rouard, galerie d'Art Contemporain, galerie Legédé ou Grand dépôt,).
Ses très nombreuses œuvres sont constituées de pièces en céramique inspirées de thèmes religieux, antiquisants ou animaliers, il est connu pour sa production Art Déco.
En 1923, il décore la Villa Leïhorra, à Ciboure, de mosaïques Art Déco (villa classée Monument Historique). Il en décorera de nombreuses sur la côte basque.
Lors de l'Exposition internationale des Arts Décoratifs et Industriels Modernes de 1925, Edouard Cazaux collabore avec le groupe "La Stèle et l'évolution" pour le pavillon de l'éditeur d'art Arthur Goldscheider (pavillon "la Stèle"),.
À partir de 1928, Édouard Cazaux collabore avec David Guéron (cristallerie Degué), une partie importante de la production de cet atelier est de sa création,. Cette même année, il expose au Salon d'automne une vitrine contenant des céramiques.
En 1937, les trois frères Cazaux (Édouard, Armand et Vincent) remportent une médaille d’or à l’exposition internationale de Paris pour leur fontaine 3B. Les œuvres d’Edouard connaissent alors un réel succès à Paris tandis que ses frères Armand et Vincent développent l’activité de l’atelier de Biarritz en décorant les nombreuses villas de cette région.
Dans son atelier de la Varenne, Edouard Cazaux recherche toujours à améliorer ses techniques, il utilise le rouge de cuivre,, et le grès Norton qu’il met au point grâce à l’utilisation des fours de l’usine Norton (température de 1800°) durant la deuxième guerre mondiale. Les productions de vases en grès Norton recouverts d’émaux sont présentés à la galerie Rouard en 1946.
Edouard meurt le 10 septembre 1974 à La Varenne. Ses œuvres sont dispersées dans différents musées (musée des Arts Décoratifs à Paris, musées de Saint-Maur, de Dax, De Mont de Marsan).

## Œuvres dans les collections publiques
- Musée de Saint-Maur-des-Fossés[28]
- Musée des Arts Décoratifs de Paris[29]
- Fontaine Les Jeux de la Mer (1935)